# Bastian Hohmann
Bastian Dominik Hohmann (* 9. August 1990 in Ost-Berlin) ist ein deutscher Fußballspieler. Er spielt vorzugsweise im linken Mittelfeld.

## Karriere
Bastian Hohmann begann mit dem Fußballspielen in der deutschen Hauptstadt Berlin. Bis zur Winterpause 2006/07 spielte er in der Jugend des 1. FC Union Berlin. Dann wechselte er in die Jugend des Köpenicker SC.
Im Sommer 2008 verpflichtete der Oberligist SV Germania 90 Schöneiche Hohmann für die erste Mannschaft. Während er in der Saison 2008/09 noch Ergänzungsspieler war und nur zu 13 Einsätzen kam, avancierte er in der Saison 2009/10 zum Stammspieler und erzielte in 25 Spielen zwei Tore. In der Saison 2010/11 kam Hohmann jedoch verletzungsbedingt nur zu 13 Einsätzen, in denen er ein Tor erzielte. In der Hinrunde 2011/12 kam er als Stammspieler wieder zu 14 Einsätzen und erzielte drei Tore.
Ende Januar 2012 wechselte Hohmann zum portugiesischen Erstligisten CD Feirense. Bei einem Testspiel im Sommer 2011 war er Feirense positiv aufgefallen und auch seine Leistungen in der Hinrunde 2011/12 hatten sie überzeugt. Nach einem Probetraining unterschrieb er einen Vertrag bis Ende Juni 2013. Jedoch kam Hohmann in der Rückrunde 2011/12 nicht zum Einsatz, was auch daran lag, dass der Trainer Quim Machado Anfang April 2012 entlassen wurde und der Nachfolger nicht auf Hohmann setzte. Im Sommer 2012 stieg der Verein in die Segunda Liga ab. Am 5. August 2012 gab er für Feirense sein Debüt im Vorrundenspiel der Taça da Liga gegen Leixões SC (0:0), als er in der 79. Minute für Jorge Gonçalves eingewechselt wurde. In der Liga wurde er jedoch von den Trainern weiterhin nicht berücksichtigt. Erst mit der Rückkehr von Quim Machado Anfang Oktober 2012 änderte sich seine Situation. Ende November stand er erstmals im Ligakader und am 6. Dezember 2012, dem 16. Spieltag der Saison 2012/13, kam er im Heimspiel gegen den FC Arouca (5:0) zu seinem Ligadebüt, als er in der 87. Minute für Carlos Fonseca eingewechselt wurde.
Im Januar 2013 lösten Hohmann und der ein halbes Jahr nach ihm von SV Germania 90 Schöneiche zu CD Feirense gewechselte US-Amerikaner Jacob Wilson ihre Verträge beim portugiesischen Zweitligisten vorzeitig auf. Beide kehrten zunächst nach Deutschland zurück. Anfang Februar 2013 unterschrieben dann Hohmann und Wilson sowie ihr ehemaliger US-amerikanischer Teamkollege aus der Zeit bei Germania Schöneiche, Shane Recklet, Verträge beim ungarischen Zweitligisten Vasas Budapest. Seit Januar 2013 hatten sie schon mit dem Team trainiert und an Testspielen teilgenommen. Bei Vasas Budapest trafen sie auf ihren ehemaligen Schöneiche-Trainer Dirk Berger. Am 4. Januar 2014 wechselte Hohmann zum deutschen Zweitligisten FC Erzgebirge Aue, konnte sich aber nicht durchsetzen und lief nur dreimal für die Zweite Mannschaft in der Oberliga auf. Im Sommer 2014 wurde der Vertrag aufgelöst. Nach einiger Zeit ohne Vertrag ging Hohmann 2015 zum BFC Dynamo, wo er allerdings auch nur zu einem Einsatz als Einwechselspieler in der Regionalliga kam.

## Sonstiges
Hohmann bestand im Sommer 2011 erfolgreich sein Abitur. Durch seinen Wechsel von Germania Schöneiche zu CD Feirense ist er der erste Fußballspieler, der von Germania Schöneiche direkt in den Profibereich wechselte.